# Gichin Funakoshi
Gichin Funakoshi (japoneză 船越義珍 Funakoshi Gichin; n. 10 noiembrie 1868, Shuri, Okinawa, d. 26 aprilie 1957, Tokyo, Japonia) este fondatorul stilului Shotokan, probabil cel mai răspândit stil de karate și întemeietorul karateului modern, Karate-Do. A învățat artele marțiale de la Ankō Itosu, iar mai apoi a reușit introducerea artelor marțiale în sistemul de învățământ japonez. A fost președinte de onoare a Asociației Japoneze de Karate la înființarea acesteia în anul 1949.   

## Biografie
S-a născut în anul 1868 (anul restaurației Meiji în familia unui funcționar din Okinawa. În timpul școlii primare devine bun prieten cu fiul lui Ankō Azato, un maestru în karate și kendo, iar acesta va deveni primul său profesor.
La vârsta de 25 de ani, Gichin Funakoshi a devenit profesor în cadrul unei școli. După vizita unui inspector școlar care a asistat la o demonstrație a măiestriei sale, Gichin Funakoshi, a primit aprobarea să introducă artele marțiale în programa de învățământ. Karate a devenit cunoscut și a ajuns să fie predat în toate școlile din Okinawa. 
Introducerea în Japonia a ceea ce se numește în zilele noastre Karate a avut loc în 1912. În acea perioadă flota imperială, sub comanda amiralului Dewa, ancorase în golful Chujo din Okinawa. Echipajul fusese cazat în școala unde preda Gichin Funakoshi și tânărul profesor a organizat ad-hoc o demonstrație de Karate. În acest fel faima Karate-ului a ajuns până la Tokio. 
Aproape 10 ani mai târziu, în anul 1921, însuși împăratul Japoniei l-a invitat pe Funakoshi să-și prezinte măiestria în fața lui. Împăratul a fost atât de impresionat de demonstrația făcută încât, după aceea, l-a rugat pe Funakoshi să vină în Japonia ca să predea această artă. În decursul a 5 ani acest profesor de școală din Okinawa a devenit idolul cluburilor de arte marțiale din Japonia. Gichin Funakoshi se apropia de cea de-a șaizecea aniversare a zilei de naștere. El a înființat la Tokio prima lui școală de antrenament numită dojo. 
Această școală purta numele de shotokan- “clubul din Shoto”. Funakoshi folosise în tinerețe, pe când scria poezii, pseudonimul Shoto, așa că a considerat că numele este bine ales. Shoto înseamnă în limba japoneză “pinii care se unduiesc în bătaia vântului”. Gichin Funakoshi a pus astfel bazele celei mai mari școli de Karate din lume. Cu toate că la momentul respectiv această artă era încă denumită “mâna din Okinawa”, cu vremea ea s-a transformat în Karate-do adică “calea mâinii goale”. 
Faima acestui nou stil de Karate a dus la creșterea numărului de școli de Karate în toată Japonia și alți maeștrii din Okinawa au început să predea stilurile proprii. Primul clasat în urmă lui Funakoshi era Chojun Myiagi din școala Goju-ryu, urmat de Kenwa Mabuni din școala Shito-ryu. Au urmat mulți alții care au lansat Wado-ryu, Shotokai, Kyokushinkai și Shukokai. Astăzi milioane de practicanți ai Karate-ului din lumea întreagă studiază unul dintre cele 15 stiluri importante și numeroasele lor variante.
1. 1 2  „Gichin Funakoshi”, Gemeinsame Normdatei, accesat în 16 octombrie 2015
2. ↑  Gichin Funakoshi, Babelio
3. 1 2  Autoritatea BnF, accesat în 10 octombrie 2015
4. ↑  CONOR.SI[*] Verificați valoarea |titlelink= (ajutor)